# جورجه پیشترانو
جورجه پیشترانو (رومانیایی: George Piștereanu؛ زادهٔ ۱۳ نوامبر ۱۹۹۰) بازیگر اهل رومانی است.
از فیلم‌ها یا برنامه‌های تلویزیونی که وی در آن نقش داشته‌است، می‌توان به سوت‌زن‌ها، بخواهم سوت بزنم، سوت می‌زنم و پسر عاشق اشاره کرد.